# Герб на Намибия
В гербът на Намибия са вплетени множество национални символи. Одобрен е на 21 март 1990 г. В неговия център е разположен щит с изобразен национален флаг. Върху него се намира Африкански орел рибояд с разперени криле. Той символизира доброто зрение на лидерите на страната. От двете страни на щита са изобразени две изправени антилопи Гемсбок свързвани със смелост, елегантност и гордост. Под щита е стилизиран образ на пустинното растение Велвичия оцеляващо при сурови условия и изобразяващо твърдост и сила на нацията. Декоративната лента най-отдолу е символизира с традициите на страната, диамантените ресурси и залежите на природни богатства. Върху нея е изписано и мотото на страната Unity, Liberty, Justice (Единство, Свобода, Правосъдие), залегнало и в конституцията на Намибия.